# Lista de prefeitos de Caruaru
Esta lista de prefeitos do município de Caruaru compreende todas as pessoas que tomaram posse definitiva da chefia do executivo municipal em Caruaru e exerceram o cargo como prefeitos titulares, além de prefeitos eleitos cuja posse foi em algum momento prevista pela legislação vigente.
O atual Prédio da Prefeitura chama-se Palácio Jaime Nejaim, em homenagem ao ex-Prefeito Drayton Jaime Nejaim.
Rodrigo Pinheiro tem sido prefeito de Caruaru desde 31 de março de 2022, após a renúncia de sua antecessora e companheira de chapa Raquel Lyra, devido a sua candidatura ao governo estadual, sendo posteriormente reeleito em 2024.

## Lista de prefeitos
| Nº | Nome                                         | Imagem                | Partido  | Início do mandato       | Fim do mandato                                                   | Observações                                                             |
| -  | Manuel Rodrigues Porto                       |                       | PRF      | 1892                    |                                                                  | Eleito em 30/09/1891. Foi cassado antes de tomar posse                  |
| 1  | Juvêncio Plutarco Taciano Mariz              |                       | PRF      | 25 de março de 1892     | 17 de agosto de 1892                                             | Eleito. Foi cassado.                                                    |
| 2  | João Salvador dos Santos                     |                       | PMB      | 15 de novembro de 1892  | 15 de novembro de 1895                                           | Eleito.                                                                 |
| 3  | Manuel Rodrigues Porto                       |                       | PMB      | 15 de novembro de 1895  | 14 de novembro de 1897                                           | Eleito que renunciou ao cargo                                           |
| 4  | Rufino Demétrio da Paixão e Silva            |                       | PP       | 14 de novembro de 1897  | 15 de novembro de 1898                                           | Subprefeito. Assumiu com a renúncia do titular                          |
| 5  | Manuel Rodrigues Porto                       |                       | PP       | 15 de novembro de 1898  | 14 de novembro de 1900                                           | Eleito que renunciou ao cargo                                           |
| 6  | Rufino Demétrio da Paixão e Silva            |                       | PAN      | 14 de novembro de 1900  | 15 de novembro de 1901                                           | Subprefeito. Assumiu com a renúncia do titular                          |
| 7  | Manuel Rodrigues Porto                       |                       | PAN      | 15 de novembro de 1901  | 14 de novembro de 1903                                           | Eleito que renunciou ao cargo                                           |
| 8  | João da Costa Pinheiro                       |                       | PAN      | 14 de novembro de 1903  | 15 de novembro de 1904                                           | Subprefeito. Assumiu com a renúncia do titular                          |
| 9  | Manuel Rodrigues Porto                       |                       | PAN      | 15 de novembro de 1904  | 14 de novembro de 1906                                           | Eleito que renunciou ao cargo                                           |
| 10 | Manuel Emídio da Silva Limeira               |                       | PAN      | 14 de novembro de 1906  | 15 de novembro de 1907                                           | Subprefeito. Assumiu com a renúncia do titular                          |
| 11 | Manuel Rodrigues Porto                       |                       | PAN      | 15 de novembro de 1907  | 14 de novembro de 1909                                           | Eleito que renunciou ao mandato                                         |
| 12 | João Pinheiro de Souza                       |                       | PAN      | 14 de novembro de 1909  | 15 de novembro de 1910                                           | Subprefeito. Assumiu com a renúncia do titular                          |
| 13 | Manuel Rodrigues Porto                       |                       | PAN      | 15 de novembro de 1910  | 2 de fevereiro de 1912                                           | Eleito que renunciou ao mandato                                         |
| 14 | Manuel Emídio da Silva Limeira               |                       | PRC      | 2 de fevereiro de 1912  | 8 de maio de 1912                                                | Subprefeito. Assumiu com a renúncia do titular.                         |
| 15 | João Guilherme de Pontes                     |                       | PDC      | 8 de maio de 1912       | 15 de novembro de 1913                                           | Eleito.                                                                 |
| 16 | José Martins de Araújo                       |                       | PRC      | 15 de novembro de 1913  | 15 de novembro de 1916                                           | Eleito.                                                                 |
| 17 | João Guilherme de Pontes                     |                       | PL       | 15 de novembro de 1916  | 15 de novembro de 1919                                           | Eleito.                                                                 |
| 18 | Henrique Briand da Silva Pinto               |                       | PRC      | 15 de novembro de 1919  | 15 de novembro de 1922                                           | Eleito.                                                                 |
| 19 | Celso Galvão                                 |                       | PDC      | 15 de novembro de 1922  | 15 de novembro de 1925                                           | Eleito.                                                                 |
| 20 | Gercino Malagueta de Pontes                  |                       | PDC      | 15 de novembro de 1925  | 15 de novembro de 1928                                           | Eleito.                                                                 |
| 21 | Leocádio Rodrigues Duarte Porto              |                       | PDC      | 15 de novembro de 1928  | 4 de outubro de 1930                                             | Eleito que foi cassado                                                  |
| 22 | José Florêncio Leão                          |                       | PPR      | 4 de outubro de 1930    | 7 de janeiro de 1933                                             | Prefeito nomeado                                                        |
| 23 | César de Barros Barreto                      |                       | PPR      | 7 de janeiro de 1933    | 27 de janeiro de 1933                                            | Prefeito nomeado                                                        |
| 24 | Pedro Joaquim de Souza                       |                       | PPR      | 27 de janeiro de 1933   | 19 de fevereiro de 1934                                          | Prefeito nomeado                                                        |
| 25 | Henrique Briand da Silva Pinto               |                       | PPR      | 19 de fevereiro de 1934 | 22 de dezembro de 1934                                           | Prefeito nomeado                                                        |
| 26 | Sizenando Guilherme de Azevedo               |                       | PP       | 22 de dezembro de 1934  | 1º de julho de 1935                                              | Prefeito nomeado                                                        |
| 27 | Adolfo Machado Gomes da Silva Filho          |                       | PP       | 1º de julho de 1935     | 12 de agosto de 1936                                             | Prefeito nomeado                                                        |
| 28 | Heitor Wanderley                             |                       | PL       | 12 de agosto de 1936    | 15 de agosto de 1936                                             | Prefeito nomeado                                                        |
| 29 | Celso Galvão                                 |                       | LCC      | 15 de agosto de 1936    | 8 de dezembro de 1937                                            | Prefeito eleito que foi cassado                                         |
| 30 | João Guilherme de Pontes                     |                       | PP       | 8 de dezembro de 1937   | 6 de maio de 1939                                                | Prefeito nomeado                                                        |
| 31 | Antônio Nunes de Barros                      |                       | AL       | 6 de maio de 1939       | 24 de julho de 1940                                              | Prefeito nomeado                                                        |
| 32 | Manuel Afonso Porto Filho                    |                       | PL       | 24 de julho de 1940     | 22 de novembro de 1945                                           | Prefeito nomeado                                                        |
| 33 | Edmundo Jordão de Vasconcelos                |                       | PP       | 22 de novembro de 1945  | 07 de dezembro de 1945                                           | Prefeito nomeado                                                        |
| 34 | Manuel Afonso Porto Filho                    |                       | PST      | 7 de dezembro de 1945   | 15 de dezembro de 1945                                           | Prefeito nomeado                                                        |
| 35 | Manoel Rosendo B. Marques                    |                       | PST      | 15 de dezembro de 1945  | 20 de fevereiro de 1946                                          | Prefeito nomeado                                                        |
| 36 | Manoel Afonso Porto Filho                    |                       | PSD      | 20 de fevereiro de 1946 | 24 de abril de 1946                                              | Prefeito nomeado                                                        |
| 37 | José Florêncio Leão                          |                       | PSD      | 24 de abril de 1946     | 12 de novembro de 1946                                           | Prefeito nomeado                                                        |
| 38 | Sidrack Correia de Oliveira                  |                       | PST      | 12 de novembro de 1946  | 12 de fevereiro de 1947                                          | Prefeito nomeado                                                        |
| 39 | Luís Bezerra Torres                          |                       | PST      | 12 de fevereiro de 1947 | 21 de fevereiro de 1947                                          | Prefeito nomeado                                                        |
| 40 | João Elísio Florêncio                        |                       | UDN      | 21 de fevereiro de 1947 | 2 de agosto de 1947                                              | Prefeito nomeado                                                        |
| 41 | José Florêncio Leão                          |                       | PSD      | 2 de agosto de 1947     | 15 de novembro de 1947                                           | Prefeito nomeado                                                        |
| 42 | Pedro Joaquim de Souza                       |                       | UDN      | 15 de novembro de 1947  | 25 de janeiro de 1951                                            | Prefeito eleito em sufrágio universal                                   |
| 43 | José Victor de Albuquerque                   |                       | UDN      | 25 de janeiro de 1951   | 9 de março de 1951                                               | Presidente da Câmara                                                    |
| 44 | Manuel Nunes Filho                           |                       | PSP      | 9 de março de 1951      | 15 de novembro de 1951                                           | Prefeito interino                                                       |
| 45 | Abel Menezes                                 |                       | PSD      | 15 de novembro de 1951  | 15 de novembro de 1955                                           | Prefeito eleito em sufrágio universal                                   |
| 46 | Sizenando Guilherme de Azevedo               |                       | UDN      | 15 de novembro de 1955  | 15 de novembro de 1959                                           | Prefeito eleito em sufrágio universal                                   |
| 47 | João Soares Lyra Filho                       |                       | UDN      | 15 de novembro de 1959  | 15 de novembro de 1963                                           | Prefeito eleito em sufrágio universal                                   |
| 48 | Drayton Jaime Nejaim                         |                       | UDN      | 15 de novembro de 1963  | 31 de janeiro de 1969                                            | Prefeito eleito em sufrágio universal                                   |
| 49 | Anastácio Rodrigues da Silva                 |                       | MDB      | 31 de janeiro de 1969   | 31 de janeiro de 1973                                            | Prefeito eleito em sufrágio universal                                   |
| 50 | João Soares Lyra Filho                       |                       | MDB      | 31 de janeiro de 1973   | 31 de janeiro de 1977                                            | Prefeito eleito em sufrágio universal                                   |
| 51 | Drayton Jaime Nejaim                         |                       | ARENA    | 31 de janeiro de 1977   | 3 de setembro de 1979                                            | Prefeito eleito que renunciou ao cargo                                  |
| 52 | Elias Soares da Silva                        |                       | PDS      | 3 de setembro de 1979   | 20 de dezembro de 1980                                           | Presidente da Câmara                                                    |
| 53 | João José Dutra                              |                       | PDS      | 20 de dezembro de 1980  | 31 de janeiro de 1983                                            | Vice-prefeito eleito no cargo de Prefeito                               |
| 54 | Zé Queiroz                                   |                       | PMDB     | 31 de janeiro de 1983   | 1° de janeiro de 1989                                            | Prefeito eleito em sufrágio universal                                   |
| 55 | João Soares Lyra Neto                        |                       | PMDB     | 1º de janeiro de 1989   | 1º de janeiro de 1993                                            | Prefeito eleito em sufrágio universal                                   |
| 56 | Zé Queiroz                                   |                       | PDT      | 1º de janeiro de 1993   | 1º de janeiro de 1997                                            | Prefeito eleito em sufrágio universal                                   |
| 57 | João Soares Lyra Neto                        |                       | PSB      | 1º de janeiro de 1997   | 1º de janeiro de 2001                                            | Prefeito eleito em sufrágio universal                                   |
| 58 | Antônio Geraldo Rodrigues da Silva, Tony Gel |                       | PFL      | 1º de janeiro de 2001   | 1º de janeiro de 2005                                            | Prefeito eleito em sufrágio universal                                   |
| 58 | Antônio Geraldo Rodrigues da Silva, Tony Gel | 1º de janeiro de 2005 | PFL      | 4 de abril de 2008      | Prefeito reeleito em sufrágio universal que renunciou ao mandato |                                                                         |
| 59 | Manuel Teixeira de Lima, Neguinho Teixeira   |                       | PSDC     | 4 de abril de 2008      | 1º de janeiro de 2009                                            | Presidente da Câmara que assumiu com as renúncias do prefeito e do vice |
| 60 | Zé Queiroz                                   |                       | PDT      | 1º de janeiro de 2009   | 1º de janeiro de 2013                                            | Prefeito eleito em sufrágio universal                                   |
| 60 | Zé Queiroz                                   | 1º de janeiro de 2013 | PDT      | 1º de janeiro de 2017   | Prefeito reeleito em sufrágio universal                          |                                                                         |
| 61 | Raquel Teixeira Lyra Lucena                  |                       | PSDB     | 1º de janeiro de 2017   | 1º de janeiro de 2021                                            | Prefeita eleita em sufrágio universal                                   |
| 61 | Raquel Teixeira Lyra Lucena                  | 1º de janeiro de 2021 | PSDB     | 31 de março de 2022     | Prefeita reeleita em sufrágio universal que renunciou ao mandato |                                                                         |
| 62 | Rodrigo Anselmo Pinheiro dos Santos          |                       | PSDB/PSD | 31 de março de 2022     | 1º de janeiro de 2025                                            | Vice-prefeito que assumiu com a renúncia da prefeita                    |
| 62 | Rodrigo Anselmo Pinheiro dos Santos          | 1º de janeiro de 2025 | PSDB/PSD | Atual                   | Prefeito reeleito em sufrágio universal                          |                                                                         |